# 新基礎英語3
『NHKラジオ新基礎英語3』（しんきそえいご3）は、NHKラジオ第2放送で2002年度から2004年度まで放送された英語教育番組。2002年の各国語学講座のリニューアルに伴い、『基礎英語3』の後続番組として始まった。

## 放送時間
月曜日、水曜日、金曜日が本放送で、火曜日、木曜日、土曜日は前日の再放送となっていた。
- 月～土
午前6時30分 - 6時45分
午後2時45分 - 3時00分
午後6時50分 - 7時5分

## 放送内容

### 2002年度
講師：手島良

### 2003年度
講師：手島良 パートナー：ケイト・エルウッド、クリス・ウェルズ
- 4月：現在形、過去形、will+動詞の原形、助動詞(can,may,must)
- 5月：過去分詞、受動態
- 6月：to+動詞の原形、動詞のing形
- 7月：現在完了(完了・経験・継続)
- 8月：復習
- 9月：SVC(目的語はthat・if・WH節)、SVOO(直接目的語は名詞/that・if・WH節)
- 10月：SVOC(補語は形容詞、名詞、ing形、過去分詞など)
- 11月：SVOC(補語は「to+動詞の原形」)、関係代名詞(who,which)
- 12月：関係代名詞(that)
- 1月：過去完了、関係副詞(when,where)、
- 2月：仮定法過去、分詞構文
- 3月：仮定法過去完了、復習

### 2004年度
講師：手島良 パートナー：ケイト・エルウッド、クリス・ウェルズ
- 4月：現在形、過去形、will+動詞の原形、助動詞(can,may,must)
- 5月：過去分詞、受動態
- 6月：to+動詞の原形、動詞のing形
- 7月：現在完了(完了・経験・継続)、現在完了進行形、現在完了受動態
- 8月：復習
- 9月：SVC(目的語はthat・if・WH節)、SVOO(直接目的語は名詞/that・if・WH節)
- 10月：SVOC(補語は形容詞、名詞、ing形、過去分詞)、too ~ to ....、enough to ~.、so ~ that ....、such ~ that ....
- 11月：SVOC(補語は動詞の原形、「to+動詞の原形」)、関係代名詞(which,who,thatが主格の場合)
- 12月：関係代名詞(which,who,thatが目的格の場合)、形式主語it
- 1月：関係副詞(when,where)、過去完了
- 2月：分詞構文、仮定法過去
- 3月：仮定法過去完了、復習